# Richard Söderberg
Carl Richard Söderberg, född 3 februari 1895 i Ulvöhamn, Västernorrlands län, död 17 oktober 1979 i Cambridge, Massachusetts, var en svensk-amerikansk ingenjör som var främst verksam i USA, bland annat som professor vid MIT i Boston.
Söderberg blev 1919 civilingenjör i skeppsbyggnadsteknik vid Chalmers men kom att under sin karriär främst syssla med maskinteknik och konstruktion av turbiner. Han invaldes 1947 som utländsk ledamot av den svenska Ingenjörsvetenskapsakademien och blev 1951 hedersdoktor vid Chalmers tekniska högskola. 1970 tilldelades han Gustaf Dalénmedaljen.